# Casa Blanca (Sant Jaume de Frontanyà)
La Casa Blanca és una masia del municipi de Sant Jaume de Frontanyà (Berguedà) protegit com a bé cultural d'interès local.

## Descripció
És una construcció civil, una masia de planta rectangular corresponent al primer grup de masies cobertes a doble vessant amb el carener paral·lel a la façana. És la tipologia més estable i la que permet més modificacions al llarg del temps (correspon a un model de pagesia pobra). Aquesta en el segle xviii, en el cantó de tramuntana, patí certes modificacions a fi d'ampliar-ne l'espai útil. Davant de la masia hi ha les dependències dels graners, pallisses, conilleres, corts, etc. que, corresponents a les parts de la casa menys modificades, conserven millor la seva estructura original. La Masia de la Casa Blanca ha renovat, sensiblement la façana, amb la qual cosa s'ha perdut una part important de l'encant del conjunt.

## Història
La propietat coneguda avui amb el nom de Casa Blanca va néixer per iniciativa de la família Campalans de Borredà, que comprà al s. XVIII una gran quantitat de terrer al redós de l'església de Sant Jaume de Frontanyà al prior, concretament els masos Puigsubirà i Casanova, que s'anomenen en els documents "masos rònecs". Per aquestes terres, la masia de Campalans pagava un fort cens al prior de St. Jaume, reconeixent-li la directa senyoria sobre aquestes terres. Amb posterioritat, concretament al s. XVIII, la família Campalans es vengué les terres en petites parcel·les a diferents pagesos fent-hi establiments censats. Sobre aquestes porcions de terres venudes sorgí el poble de Sant Jaume de Frontanyà. La més important d'aquestes parcel·lacions fou la Casa Blanca.